# Can Vernis (Arenys de Munt)
Can Vernis és un edifici d'Arenys de Munt (Maresme) inclòs a l'Inventari del Patrimoni Arquitectònic de Catalunya.

## Descripció
Es tracta d'un habitatge unifamiliar envoltat de jardí. Consta de planta baixa i pis. Les obertures estan emmarcades per rajoles de ceràmica de color blau i blanc, que també són presents en la tanca de la finca. La casa està coronada per una balustrada amb dos pilars a la part central que emmarquen un cos massis semicircular amb un medalló al centre en el qual hi apareix la data de construcció.